# Zanelliïta
La zanelliïta és un mineral de la classe dels fosfats.

## Característiques
La zanelliïta és un arsenat de fórmula química PbCu₉[AsO3.5(OH)0.5]₂(AsO₄)₂(OH)₉(H₂O)₃. Va ser aprovada com a espècie vàlida per l'Associació Mineralògica Internacional en el mes de novembre de l'any 2024, i encara resta pendent de publicació. Cristal·litza en el sistema monoclínic.
Les mostres que van servir per a determinar l'espècie, el que es coneix com a material tipus, es troben conservades a les col·leccions mineralògiques del Musée cantonal de géologie de Lausanne (Suïssa), amb el número de catàleg: MGL 087285, i a les col·leccions del Museu d'Història Natural de la Universitat de Pisa (Itàlia), amb el número de catàleg: 20077.

## Formació i jaciments
Va ser descoberta a les escombreres del dipòsit de Grosses Chalttal, situat al districte de Mürtschenalp (Cantó de Glarus, Suïssa). Aquest indret és l'únic de tot el planeta on ha estat descrita aquesta espècie mineral.